# Real Maryland Monarchs
Real Maryland Monarchs is een Amerikaanse voetbalclub uit Rockville, Maryland.

## Geschiedenis
Thuiswedstrijden worden gespeeld in het Lester Stadium van de Richard Montgomery High School. De club werd opgericht in 2007 en nam in 2008 deel aan de USL Second Division. In hun eerste seizoen werd de club laatste in de stand. Er is geen promotie of degradatie in deze competitie, dus de club blijft in de derde klasse.